# 澳大利亚原住民纤维工艺品
澳大利亚原住民纤维工艺品指的是澳大利亚原住民传统制造纤维的各种方式，使用的材料取决于澳大利亚原住民居住的地方。

## 树皮

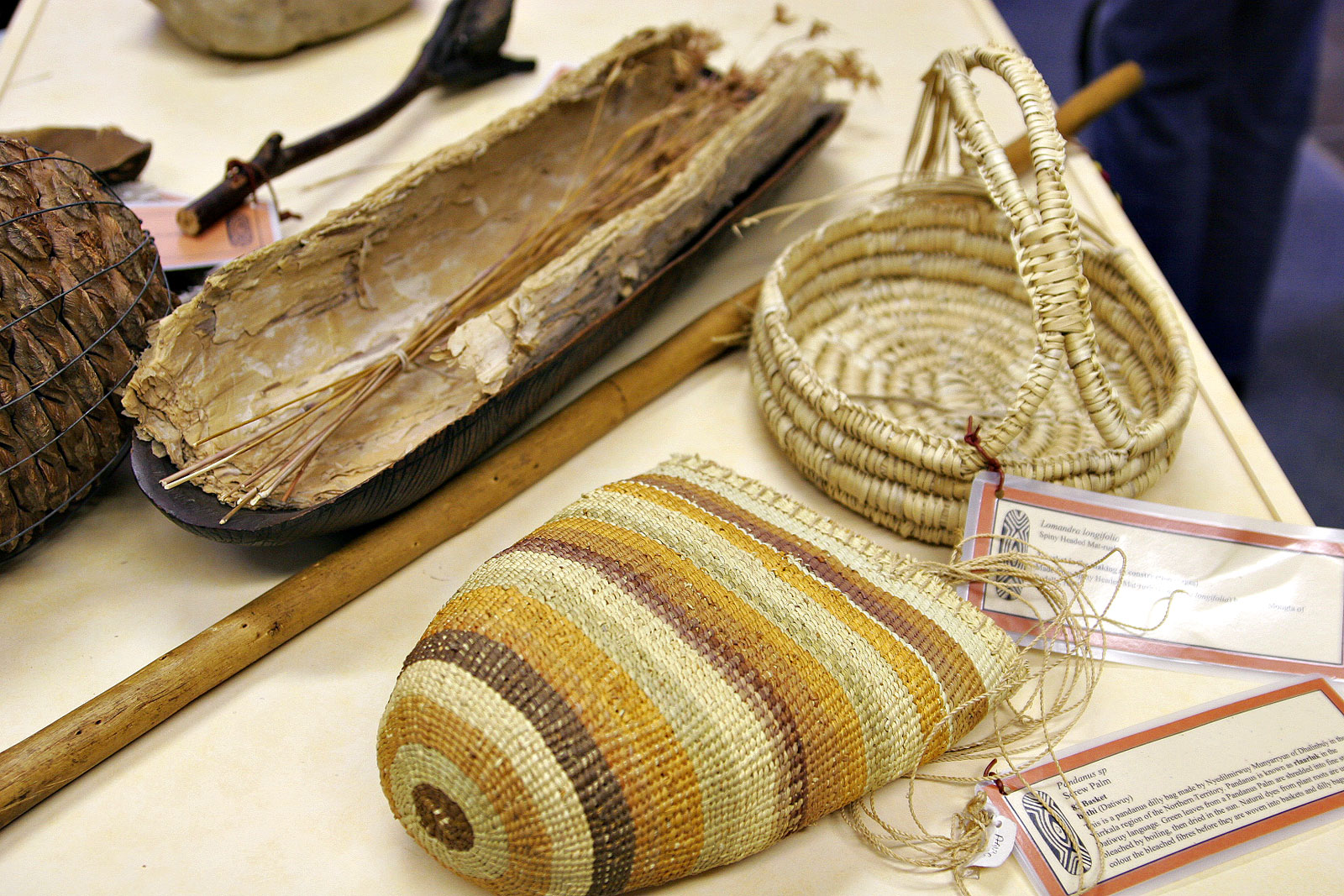
通常用扭曲的树皮纤维编成篮子。

澳大利亚大陆上许多人都使用树皮。这项工艺直到今天仍用于编织篮子，尤其在旅游业非常受欢迎。异叶瓶木（Kurrajong）树皮是常見的材料，另外還有江荆（river wattles）、砂纸无花果（Sandpaper figs）、榕樹、伯尼葡萄藤（burney vines）以及花生树的树皮。
在北部，篮子通常编织的很紧密；然而在南部，通常编织的很稀疏，统称网袋。

## 发线
「发圈」是澳大利亚原住民制作的重要传统纺织品。
人们，尤其是女人，经常使用石英刀或火石刀剪头发。这些头发从来不会被浪费。它可以纺织成纱线，并以螺旋状缠绕在纺织锤的主轴上，然後編織成大約八股毛线的厚度。
這種细绳的用途很多样化，这包括制作綁住库拉蒙（coolamon）（一种盛水盘）的头線、防止头发掉落面部的头饰带、制作长矛（用于固定长矛头部於轴上），甚至用于制作球类比赛使用的球。
多功能的皮带是用细绳制成，可以挂东西。比如人们可以将蜥蜴一般的小猎物悬挂起来，以便在长途行走或狩猎时腾出双手。

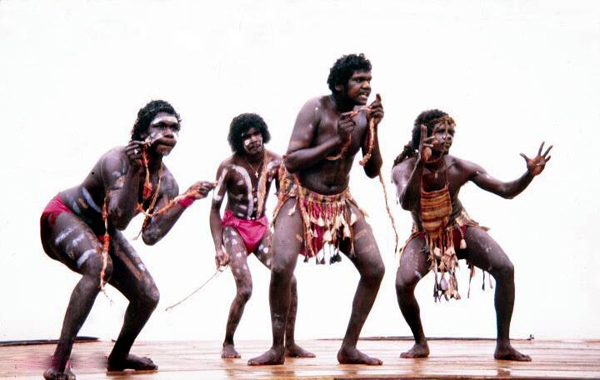
原住民舞者穿着此遮挡物的现代版，在新西兰Nambassa节日上表演 ——1981

在一些群体中，如皮詹賈賈拉人，当年轻的姑娘发育到青春期，就会用细绳编织成一件小型的遮羞围裙让她们穿上。直到今天，生活在澳大利亚中部的人们也会讨论一个女孩儿的“弦破”，这可能意味着性虐待，或者在她们还没有准备好时发生性行为。
在一些部落，成年人会穿着像缠腰布一样的东西遮住阴部，这同样悬挂在腰带上。这可能只用细绳制作，也可能使用其他材料如白千层属植物制作而成。西澳大利亚的金伯利地区，男性使用一种名为「里吉」（Riji）的珍珠贝壳作为阴部遮挡物，他们认为这种贝壳极其神圣。
细绳可以使用诸如赭石（ochre）等染料染成各种颜色。一些细绳编织的东西仅在典礼穿着，比如女性穿的裙子。

## 细绳游戏

翻绳儿

许多原住民群体从老一辈开始就会用绳子翻转出不同的花样（翻绳儿）。一个研究人员曾经看到一位来自伊尔卡拉（Yirrkala）的年轻原住民女性展示超过200种的翻绳儿花样，并拍下了照片。每一种花样都运用了复杂的手指运动。她几乎可以记得每根手指动作的正确顺序，偶尔会犯错，但她很快就改正了。她还给每个花样起了一个名字，举例说明：dangurang——龙虾、bapa——闪电、matjur——一只朱鹭飞入树以及gapu——池上涟漪。
火种舞团（Bangarra Dance Theatre）在2005年将氏族表演与传统沙漠细绳游戏结合起来，成为他们的表演之一，创造了一种复杂的表演形式，即让他们自己从又长又有弹性的绳子中穿过去。

## 草类

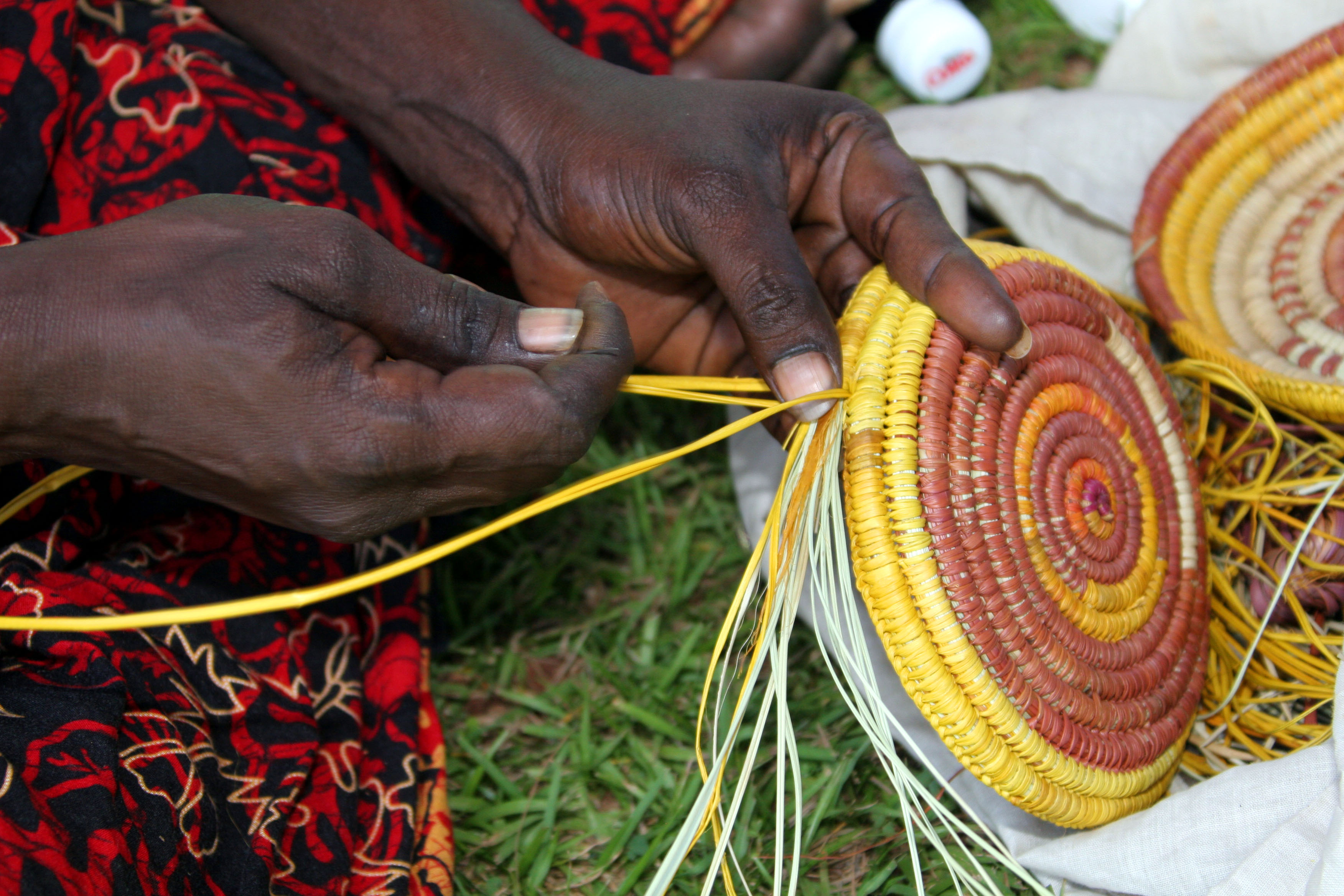
克莉丝汀·欧尼（Christine Owney），曼雅拉鲁克（Manyallaluk / Eva Valley）群体中周恩族（Jawoyn）部落的一个居民用露兜树（pandanus）编织一个篮子

有时草和发线结合可以创造出更坚固的纤维，使用的材料不同，取决于原住民在澳大利亚生活的地方。在干旱的地区，三齿稃（spinifex）很常见；但在澳大利亚北领地的最北端（Top End），棕榈植物比如露兜树就经常使用。
露兜树和蒲葵蒿草（sand-palm）经常在戴利河地区（Daly River region）和阿纳姆地（Arnhem Land）用来编织便携式篮子、网袋、墙饰、纤维雕塑、地毯和渔网。佩皮梅纳提（Peppimenarti）和甘巴兰亚（Gunbalanya）的女性以此类编织见长，每个群体都有他们独特的风格和技术。